# Барон, Михаил Аркадьевич
Михаил Аркадьевич Барон (21 января 1904, Юрьев — 5 ноября 1974, Москва) — советский учёный-гистолог и педагог, основоположник стереоморфологии и функциональной нейрогистологии, доктор медицинских наук (1934), профессор (1936), член-корреспондент АМН СССР (1945).

## Биография
Родился 21 января 1904 года в Юрьеве в семье педиатра Аркадия Альбертовича Барона (1877, Двинск — ?).
С 1922 по 1927 год обучался на медицинском факультете Московского государственного университета. С 1927 по 1932 год на научно-педагогической работе в МГУ в должности преподавателя кафедры гистологии, его педагогами были такие профессора как Б. И. Лаврентьев, А. Г. Гурвич и И. Ф. Огнев.
С 1932 по 1952 год на научно-педагогической работе в Первом Московском медицинском институте имени И. М. Сеченова в должности — заведующий кафедрой гистологии и эмбриологии, одновременно с 1945 по 1951 годы на научно-исследовательской работе в Институте нормальной и патологической морфологии АМН СССР в должности заведующего отделом гистологии и эмбриологии.
С 1952 года по предложению академика М. А. Скворцова работал в Институте педиатрии АМН СССР в должностях научного сотрудника и с 1954 года —
заведующего лаборатории экспериментальной нейрогистологии. Одновременно с 1946 по 1974 год на научной работе в Мавзолее имени В. И. Ленина в должности заведующего отделом морфологии научно-исследовательской лаборатории, и с 1954 по 1974 год на научно-исследовательской работе в Институте нейрохирургии АМН СССР, занимался исследованиями в области экспериментальной гистологии.

### Научно-педагогическая деятельность
Основная научно-педагогическая деятельность М. А. Барона была связана с вопросами в области экспериментальной гистологии и нейрогистологии, он занимался исследованиями оболочек мозга, синовиальных и зародышевых оболочек, функциональной морфологии брюшины. В 1946 году под руководством М. А. Барона был разработан метод трахископии, позволяющий изучать рельеф органов и тканей, что позволило получать объёмное изображение структуры внутренних органов. М. А. Барон являлся членом Правления Всесоюзного научного общества анатомов, эмбриологов и гистологов.
В 1934 году он защитил диссертацию на учёную степень доктор медицинских наук, в 1936 году ему было присвоено учёное звание профессор. В 1945 году был избран член-корреспондентом АМН СССР. Под руководством В. И. Прозоровского было написано около ста научных трудов и защищено тридцати трёх кандидатских и докторских диссертаций.
Скончался 5 ноября 1974 года в Москве.

## Награды
- Орден Трудового Красного Знамени
- Орден «Знак Почёта»